# شرکت ترانه
شرکت ترانه رکوردز یک برچسب موسیقی ایرانی است که از سال ۱۹۸۱ فعالیت خود را در لس‌آنجلس، کالیفرنیا آغاز کرد. در ابتدا این شرکت به بازسازی و نشر ترانه‌هایی که قبلاً در ایران خوانده و منتشر شده‌بود و با وقوع انقلاب ۱۳۵۷، از بین رفته‌بود می‌پرداخت. پس از مهاجرت خوانندگان ایرانی به آمریکا به‌دلیل ممنوعیت اجرای موسیقی در ایران به ضبط و نشر آثار آن‌ها روی آورد. شرکت ترانه با خوانندگان به‌نام و معروفی چون هایده، مهستی، شهره، حمیرا، معین، ابی، داریوش، گوگوش، مارتیک، سیاوش قمیشی، حبیب، ویگن، عارف، ستار، شهرام شب‌پره، لیلا فروهر، حسن شماعی‌زاده و... همکاری کرده‌است و بسیاری از آلبوم‌های آنان از سوی این شرکت پخش شده‌است.

## هنرمندان
- آرتوش
- آریان
- ابی
- امید
- امیر آرام
- اندی
- بلک کتس
- بیژن مرتضوی
- پیروز
- پویا پورجلیل
- جهان قشقایی
- حبیب
- حسن شماعی‌زاده
- حمیرا
- داریوش
- دلارام
- دلکش
- ستار
- سیاوش شمس
- سیاوش قمیشی
- شاهرخ
- شهبال شب‌پره
- شهرام شب‌پره
- شهرام صولتی
- شهرام کاشانی
- شهره
- شهیاد
- عارف
- فتانه
- فرامرز اصلانی
- فرزین
- فرهاد
- فریدون فرخزاد
- فریدون فروغی
- گوگوش
- لیلا فروهر
- مارتیک
- مازیار
- مرتضی
- مرضیه
- معین
- منصور
- مهستی
- نوش‌آفرین
- ویگن
- هایده